# Synagelides fanjingensis
Espèce
Synagelides fanjingensis est une espèce d'araignées aranéomorphes de la famille des Salticidae.

## Distribution
Cette espèce est endémique du Guizhou en Chine,. Elle se rencontre dans le xian de Yinjiang.

## Description
Le mâle holotype mesure 4,11 mm et la femelle paratype 4,16 mm.

## Systématique et taxinomie
Cette espèce a été décrite par Wang, Mi et Peng en 2023.

## Étymologie
Son nom d'espèce, composé de fanjing et du suffixe latin -ensis, « qui vit dans, qui habite », lui a été donné en référence au lieu de sa découverte, réserve naturelle nationale du mont Fanjing.

## Publication originale
- Wang, Mi, Wang, Gan, Irfan, Zhong & Peng, 2023 : « Notes on twenty-nine species of jumping spiders from South China (Araneae: Salticidae). » European Journal of Taxonomy, vol. 902, p. 1-91 (texte intégral).